# Auterrive
Auterrive ist eine französische Gemeinde mit 143 Einwohnern (Stand 1. Januar 2022) im Département Pyrénées-Atlantiques in der Region Nouvelle-Aquitaine (vor 2016: Aquitanien). Die Gemeinde gehört zum Arrondissement Oloron-Sainte-Marie (bis 2016: Arrondissement Pau) und zum Kanton Orthez et Terres des Gaves et du Sel (bis 2015: Kanton Salies-de-Béarn).
Die Einwohner werden Auterriverains und Auterriveraines genannt.
Der Name in der gascognischen Sprache lautet Autarriba.

## Geographie
Auterrive liegt im nördlichen Teil des Departements, ca. 55 km nordwestlich von Oloron-Sainte-Marie im Béarn.
Umgeben wird der Ort von den Nachbargemeinden:
| Saint-Dos              | Carresse-Cassaber                           |            |
| Labastide-Villefranche | Kompassrose, die auf Nachbargemeinden zeigt |            |
|                        | Escos                                       | Castagnède |

Auterrive liegt im Einzugsgebiet des Flusses Adour und liegt direkt am linken Ufer des Gave d’Oloron, ein Zufluss des Gave de Pau. Der Ruisseau de la Pounte mündet im Gemeindegebiet in den Gave d’Oloron.

## Geschichte
Auterrive wird erstmals im 13. Jahrhundert unter dem Namen Autarribe im Kopialbuch von Bordeaux erwähnt. Weitere Formen sind in der Folge Autaribe im Register von Came, Sent-Miqueu d’Autarribe (1442), Autarrive en France (1675). Auf der Karte von Cassini von 1750 ist die Gemeinde als Hauterive eingetragen.
Der Ort liegt an der Schnittstelle zwischen dem Béarn, der Gascogne und Nieder-Navarra. Dies bedeutete für Jahrhunderte die Verstrickung in vielen wirtschaftlichen oder religiösen Konflikten, insbesondere in den Hugenottenkriegen. Bis zur Französischen Revolution war die Gemeinde Sitz eines Lehnsgerichts.

### Einwohnerentwicklung
Nach dem Höhepunkt von 345 Einwohnern in der Mitte des 19. Jahrhunderts ist die Zahl bis in die heutigen Tage auf nur noch wenig über ein Drittel des Maximums gesunken.
| Jahr      | 1962 | 1968 | 1975 | 1982 | 1990 | 1999 | 2006 | 2009 | 2014 |
| --------- | ---- | ---- | ---- | ---- | ---- | ---- | ---- | ---- | ---- |
| Einwohner | 195  | 195  | 163  | 151  | 146  | 137  | 128  | 125  | 125  |

## Sehenswürdigkeiten
- Kirche von Auterrive, im 16. Jahrhundert auf Bausteinen des früheren Gebäudes errichtet. Ihre Ausmaße sind 17 m × 6 m mit einer fensterlosen Apsis und einem seitlichen Eingang mit einer Verdachung mit drei Bögen. 1920 wurde die Kirche restauriert mit einem neuen Dach und einem aufgemalten Sternenhimmel an der Decke im Innern versehen. Eine Kapelle zu Ehren von Maria wurde 1925 hinzugefügt. Der Altaraufsatz stammt aus dem Ende des 17. oder dem Anfang des 18. Jahrhunderts anlässlich einer Hochzeit. Architrav und Fries ruhen auf zwei korinthischen Holzsäulen, die ein Gemälde umrahmen, das den Erzengel Michael beim Sieg über den Drachen zeigt. Voluten aus Holz flankieren die Gesamtkomposition. Suarez d’Aulan, Bischof aus Dax, schenkte das Bild bei seinem Besuch im Jahre 1739, bei dem seine Kutsche bei der Überquerung des Gave d’Oloron beinahe von den Wassermassen mitgerissen worden wäre.[9][10][11]

- Mühle Larribère. Sie wurde 1810 über dem Bach de la Pounte errichtet, der  den gleichnamigen See mit dem Gave d’Oloron verbindet und eine natürliche Grenze zum Nachbarort Escos bildet. Die rechtliche Frage der Zugehörigkeit ist durch eine Umleitung des Bachs nach Süden gelöst, so dass die Mühle vollständig auf dem Ortsgebiet von Auterrive liegt. Der Kanal der Mühle ist bekannt für das Vorkommen der Großen Teichmuschel.

## Wirtschaft und Infrastruktur
Auterrive liegt in den Zonen AOC des Ossau-Iraty, ein traditionell hergestellter Schnittkäse aus Schafmilch, der Schweinerasse und des Schinkens „Kintoa“.

### Verkehr
Auterrive wird durchquert von den Routes départementales 28, 29 und 277.